# Итало-американский национальный союз
Итало-американский национальный союз (англ. Italian-American National Union), первоначальное название — Сицилийский союз (итал. Unione Siciliana) — общественная организация американцев сицилийского происхождения, которая контролировала значительную часть голосов итальянцев в США в первой половине XX века. Был основан в Чикаго (штат Иллинойс). Во время «сухого закона» многие деятели преступного мира боролись за контроль над очень влиятельной организацией через ряд марионеточных президентов, в значительной степени контролируемых чикагской мафией. Постепенно организация была поглощена «Итальянскими сыновьями и дочерьми Америки». Однако подобные группы всё ещё существуют и имеют большое влияние в итальянско-американских общинах по всей территории Соединённых Штатов.

## История
Сицилийский союз был основан в 1895 году сицилийскими иммигрантами в Чикаго. В 1925 году переименован в Итало-американский национальный союз, чтобы привлечь иммигрантов из других регионов Италии и их потомков. Союз выплачивал пособия по болезни и в связи со смертью и внёс 100 000 долларов в Департамент страхования штата Иллинойс. В 1937 году союз был преобразован в братскую группу страхования жизни.
В 1991 году Союз был поглощен ассоциацией «Итальянские сыновья и дочери Америки».

## Структура
Члены союза были объединены в ложи, а высшим органом управления был Верховный совет в соответствии с уставом 1930 года, который действовал до 1979 года. В 1928 году существовал также совет директоров. В 1920-х годах в составе союза действовал Департамент по делам несовершеннолетних, который организовывал спортивные мероприятия, в том числе баскетбольные и футбольные. Департамент по делам несовершеннолетних не упоминался в отчёте организации конца 1970-х годов, хотя его деятельность союза включала спортивные мероприятия для молодёжи, а также марши на парадах в честь Дня Колумба, оказание помощи детям-инвалидам, стипендии для молодёжи и содержание итальянского дома престарелых.
Ритуалы включали личные слова, жетоны, знаки, захваты и пароли, которые должны были быть секретными. Членам общества выдавались годовые пароли, а членам Верховного совета Верховный президент выдавал четырёхлетний пароль.

## Членство
Согласно уставу 1930 года членство было открыто для «белых мужчин итальянского происхождения», которые верили в Высшее Существо, имели хорошие моральные качества, крепкое здоровье и были способны зарабатывать на жизнь. Голосование по принятию новых членов проводилось по принципу «чёрного шара».
В Союзе насчитывалось 39 лож с 4000 взрослых членов и более 1000 юношей числилось в Департаменте по делам несовершеннолетних. К 1972 году число лож увеличилось до 40, но затем снизилось до 31 в 1977 году, все они располагались в Иллинойсе и Индиане. В 1979 году союз насчитывал 5000 членов. Сообщалось, что в 1994 году в нём было 34 местных отделений с 5000 членов.

## Коррупция в союзе
В начале 1900-х годов Сицилийский союз принимал участие в борьбе с «Чёрной рукой» в Чикаго, но потерпел неудачу. Позже пост президента Союза стал целью для политических воротил. В 1919 году президентом чикагского отделения союза был избран босс чикагской мафии Антонио Д'Андреа. Ранее, в 1916 году он баллотировался на политические должности, но проиграл, когда было раскрыто его криминальное прошлое, которое он скрывал. В 1921 году он баллотировался против Джона Пауэрса, который в конечном итоге получил большую поддержку со стороны итальянцев, чем Д'Андреа. Избирательная кампания сопровождалась многочисленными взрывы и убийствами с обеих стороны последователей обоих мужчин, и Д'Андреа в конце концов выбыл из гонки. В мае 1921 года он был смертельно ранен.
Чикагский политик и гангстер Майк Мерло, близкий сообщник Д'Андреа, узнав о его смерти в экстренном порядке вернулся с отдыха в Италии. По словам мафиози Никола Джентиле, более известного как жизнеописатель мафии, Майк взял под свой контроль чикагскую мафию, а также заменил Д'Андреа на посту президента Союза, после чего приказал убить убийцу Д'Андреа. Президентство Мерло продолжалось всего три года, но было расценено как успешное, в частности, он удерживал преступные организации Джонни Торрио и Дина О'Бэниона от войны друг с другом.
Мерло умер от рака в 1924 году, и чикагское отделение Союза разделилось на несколько фракций (позже переименованных в Итало-американский национальный союз), поскольку различные группы преступного мира боролись за контроль над организацией. После смерти Мерло главным претендентом на пост президента был один из братьев Дженна, «Кровавый» Анджело; однако в следующем году он был убит членами банды «Норт-Сайд». Преемник Дженны Самуццо Аматуна был убит в парикмахерской в том же году, предположительно, «нортсайдером» Винсентом Друччи.
Широко распространённый миф гласит, что когда Аль Капоне накопил достаточно власти в Чикаго, то сделал главой Сицилийского союза Антонио Ломбардо, но по другой версии Ломбардо был выбран лидерами мафии за его способности миротворца. Сам Ломбардо был из восточной Сицилии, но согласился с Верховным президентом Союза Бернардом Бараса изменить название на Итало-американский национальный союз, чтобы привлечь в организацию итальянцев несицилийского происхождения. Традиционно считается, что Ломбардо пользовался поддержкой Капоне, но многие члены организации выступали против его реформ. Соперник Капоне Джо Айелло и его сторонники в Союзе призвали Ломбардо уйти в отставку. Отказ Ломбардо привёл к в его смерти 7 сентября 1928 года. Однако, по словам Ника Джентиле, Айелло был заместителем Ломбардо, и Капоне получил разрешение Джо Массерии (босс одной из нью-йоркских семей мафии, вскоре ставщий «боссом боссов»), чтобы устранить Айелло и Ломбардо. Джентиле считал, что именно Капоне несёт ответственность за смерть Ломбардо.
Новым президентом стал Паскуалино «Пэтси» Лолордо, но он занимал пост главы Союза примерно четыре месяца, пока не был убит Джо Айелло в собственном доме 8 января 1929 года. 7 мая того же 1929 года был убит Джозеф Джьюнта, преемник Лолордо. После этого Айелло сам стал президентом и, как сообщается, занимал этот пост в течение полутора лет до своей смерти от рук боевика чикагской мафии 23 октября 1930 года. По другой версии, он никогда не занимал этот пост.

## Недавняя история
Мафия продолжала оказывать коррумпированное влияние на руководство Союза в течение многих лет. Фил Д'Андреа, племянник Антонио Д'Андреа, занимал пост верховного президента, одновременно работая в бывшей организации Капоне, возглавляемой Фрэнком Нитти. Несколько лет Союз возглавлял адвокат Джозеф Балджер, урождённый Джузеппе Имбургио, который был близок с Тони Аккардо. Балджер погиб в авиакатастрофе в 1966 году. Правоохранительные органы очень активно боролись с коррупцией в руководстве Союза в 1950-х годах. Возможно это стало причиной стагнации Союза в 1970-х, когда его членство сократилось. В конце концов Союз объединился с «Итальянскими сыновьями и дочерьми Америки» (The Italian Sons & Daughters of America, ISDA).

## Главы Чикагского отделения
Ниже приведён неполный список глав важнейшего отделения Союза, Чикагского.
- 1919—1921 — Антонио Д’Андреа — убит 11 мая 1921.
- 1921—1924 — Майк Мерло — умер от рака 8 ноября 1924.
- 1924—1925 — «Кровавый Анджело» Дженна — убит 27 мая 1925.
- 1925 — Самуццо Аматуна — убит 13 ноября 1925.
- 1925—1928 — Антонио Ломбардо — убит 7 сентября 1928.
- 1928—1929 — Паскуалино «Пэтси» Лолордо — убит 8 января 1929.
- 1929 — Джозеф Джьюнта — убит 7 мая 1929.
- 1929—1930 — Джо Айелло — убит 23 октября 1930.
- 1930—1934 — Агостино Ловердо — ушёл в отставку.
- 1934—1941 — Филиппо «Фил» Д'Андреа.